# 盧富金魮
盧富金魮（学名：Barbus lufukiensis）為輻鰭魚綱鯉形目鯉科魮屬的其中一個種。該物種主要分布於非洲坦干依喀湖，體長可達11公分，被IUCN評為近危物種。

## 扩展阅读
維基物種上的相關：盧富金魮